# Thagria loae
Thagria loae är en insektsart som beskrevs av Nielson 1977. Thagria loae ingår i släktet Thagria och familjen dvärgstritar. Inga underarter finns listade i Catalogue of Life.